# Divide and Conquer (Stargate SG-1)
Divide and Conquer (Divide y Vencerás) es el quinto episodio de la cuarta temporada de la serie de televisión de ciencia ficción Stargate SG-1, y el septuagésimo primer capítulo de toda la serie. 

## Trama
Personal del SGC (incluido O'Neill y Daniel) se reúne con los Tok'ra en una base en otro planeta, para discutir sobre la cumbre del tratado Humano-Tok'ra. Sin embargo, cuando el Supremo Consejero Tok'ra Per'sus entra en la sala, uno de los hombres del SGC, el Mayor Graham, repentinamente comienza a disparar con un arma Goa'uld hiriendo al Consejero y matando a varios Tok'ra y humanos, solo para terminar suicidándose. Pronto, los Tok'ra informan a O'Neill, que el Mayor Graham era un "Zatarc". Resulta que fue víctima de una tecnología de control mental Goa'uld.
Debido a que es una tecnología nueva los Tok'ra no han podido detectarla eficientemente, pero Freya/Anise cree poder hacerlo con la ayuda de un procedimiento que ella misma desarrollo usando un dispositivo originalmente diseñado para verificar información obtenida de prisioneros Goa'uld, y de un dispositivo para acceder a la memoria de diseño Tok'ra modificado para este propósito, aun cuando el procedimiento no está perfeccionado. Al parecer, un Zatarc posee un recuerdo falso en su memoria, que fue agregado para cubrir el momento de la programación. Cuando alguien es interrogado usando este procedimiento se comparan los recuerdos con la memoria consciente para detectar estos recuerdos falsos.
Se decide entonces, para evitar cualquier sabotaje de la cumbre, iniciar una búsqueda de posibles Zatarc en el SGC, (los Tok'ra hacen lo mismo en su base) comenzando con el equipo del Mayor Graham. Es así como descubren que la Teniente Astor también es un Zatarc. Luego la teniente conviene realizarse un procedimiento para intentar quitar la programación, pero como es muy dolorosa ella pide parar y termina violentándose. Ataca a varios guardias hasta que se dispara en la cabeza.
Luego llega el turno del SG-1 para la revisión. Aunque Daniel y Teal'c aprueban, O’Neill y Carter son detectados como Zatarc. Aparentemente los 2 poseen un recuerdo falso introducido durante su misión para destruir la nueva nave de Apophis. Ambos entonces son puestos en aislamiento, para luego inyectarles un sedativo que los dejara dormidos hasta que la cumbre haya terminado. O'Neill sin embargo decide intentar el procedimiento de desprogramación Tok'ra, ya que aunque falle, Anise podrá estudiar su cerebro y quizás salvar a Carter. No obstante, mientras se le inyecta el sedativo a Carter, ella reflexiona y se da cuenta de que durante la prueba mintió; de hecho ambos lo hicieron, pero no conscientemente, y fue por eso que el detector creyó que sus recuerdos eran falsos. Samantha luego pide estar a solas con Jack y le explica lo sucedido. Mintieron para no admitir algo que ambos no pueden decir, “debido a su relación de militares”. Él comprende y luego vuelve a ser examinado. Jack cuenta de nuevo lo sucedido en la nave de Apophis, pero esta vez agrega que él no abandonó a Samantha cuando tuvo la oportunidad, debido la quiere mucho, “más de lo que se supone”. Carter después también es reexaminada y junto con el coronel resultan no ser Zatarc.
Sin embargo, pronto se dan cuenta de que quizás Martouf sea un Zatarc, ya que al parecer él no fue examinado. Esta conclusión resulta ser verdad cuando aparece el presidente y Martouf comienza a dispararle, aunque falla. Las balas no son capaces de detener a Martouf y Teal'c le dispara con una Zat para intentar detenerlo, sin embargo no funciona y Martouf acerca su mano al dispositivo Gou'uld para autodestruirse y Carter, entonces, se ve obligada a dispararle por segunda vez con la Zat, antes de que este cause más daño a alguien. Mientras Carter sostiene el cuerpo de Martouf, Anise le dice que la muerte de él será un noble sacrificio que servirá para ampliar el conocimiento Anti-Zatarc de los Tok'ra.

## Artistas invitados
- Vanessa Angel como Anise/Freya.
- J.R. Bourne como Martouf/Lantash.
- Kirsten Robek como la Teniente Astor.
- Andrew Jackson como el Supremo Consejero Per'sus.
- Teryl Rothery como la Dra. Fraiser.
- Phillip Mitchell como el Mayor Graham.